# Criminal (groupe)
Pour les articles homonymes, voir Criminal.
Criminal est un groupe de thrash metal chilien, originaire de Santiago. Il est composé d'Anton Reisenegger à la guitare et au chant, et de Rodrigo Contreras à la guitare. Plus tard, ils sont rejoints par JJ Vallejo à la batterie, et Juan Francisco Cueto à la basse. Dan Biggin reste, jusqu'à présent, le plus stable bien qu'il soit plus agile à la guitare qu'à la basse. À tour de rôle, Dan s'implique dans la production et la création de l'album White Hell, pour lequel il prête son « petit studio d'enregistrement ». Le groupe reprend des éléments de thrash metal et death metal et un peu de groove metal.
Au Chili, ils sont considérés comme un groupe le plus important en matière d'exportation de hard rock. Ils obtiennent la reconnaissance nationale et internationale grâce à leur deuxième album studio, Dead Soul, publié en 1997. Plus tard, ce sera Sicario qui les mènera à se populariser en Europe grâce aux bonnes critiques de divers médias spécialisés.
Criminal compte un total de sept albums studio, deux albums live, deux démos, et un DVD produit en même temps que l'album White Hell. Dans ce DVD, ils compilent des concerts variés faites lors de leurs dernières tournées internationales.

## Biographie

### Débuts (1991–1999)
À la fin de 1991, Anton Reisenegger se joint à Rodrigo Contreras pour former un nouveau groupe de thrash metal local, Criminal. Anton était déjà la tête de Pentagram, l'un des groupes de death metal underground les plus influents au monde et dont la reconnaissance passe par des groupes comme Napalm Death et Dismember. Quelques semaines plus tard, ils sont rejoints par Juan Francisco Cueto et JJ Vallejo. Ce dernier avait déjà joué avec Rodrigo Contreras dans un ancien groupe.
Ses débuts se font en première partie de Kreator en avril 1992. Cette même année, deux démos commencent à circuler localement et est significativement loué par les magazines internationaux Terrorizer au Royaume-Uni, et Aardshok/Metal Hammer aux Pays-Bas.
Bientôt, ils commencent à se répandre, menant à des dates intense et prolongées à travers le pays. C'est ainsi qu'en 1994, ils enregistrent leur premier album, dans un label indépendant, intitulé Victimized, qui se vend à près de 1 000 exemplaires les trois semaines suivant sa sortie. Ce dernier attire l'attention du label multinational BMG, qui rachètera les droits de l'album, et signera le groupe. L'album est publié dans des pays comme le Mexique, l'Argentine et le Japon. Les clips de Self Destruction et Disorder commencent à être diffusées sur MTV Latino par le programme Head Bangers qui prend rapidement de l'importance sur la scène internationale. C'est ainsi qu'ils font leur premier concert hors du pays à Buenos Aires, puis à Montevideo. L'année suivante, ils se rendent à Mexico et Guadalajara pour participer à un festival de metal hispano-américain. Au retour de ce festival, le batteur Jimmy Ponce de Slavery entre en remplacement de JJ Vallejo.
Déjà en 1996, le groupe ouvre en concert pour Bruce Dickinson et Motörhead et sort un EP intitulé Live Disorder. Puis sort, en 1997 Dead Soul, leur premier et meilleur album selon la presse spécialisée. L'album est publié aux États-Unis et en Europe. Parmi les concerts de lancement et de promotion, ils collaborent avec des groupes établis tels qu'Exodus et Napalm Death.
À la fin de 1998 sort l'album Slave Master Live, qui compile des morceaux studio et live, incluant des morceaux de la démo de Forked.

### Cancer(2000–2003)
Au début de l'année 2000, Contreras et Reisenegger commencent à produire le troisième album du groupe, Cancer. Cependant, les mauvaises critiques pleuvent à cause d'un changement de style musical cataloguant l'album de commercial et éloigné de la brutalité louable du précédent album (Dead Soul). Ce n'est cependant pas la réponse en Europe où l'album est assez bien évalué par les critiques. 6
L'année suivante, Anton Reisenegger s'installe en Angleterre et fait la rencontre du chanteur d'Extreme Noise Terror, groupe avec lequel il jouera en tant que guitariste de soutien la même année. C'est ainsi qu'il connaît mieux l'un des membres du groupe, Zac O'Neil (batterie), qui souligne la volonté d'entreprendre d'autres voies musicales. De cette façon, Anton n'hésite pas à lui montrer des morceaux de Criminal et à convaincre le batteur de continuer dans sa lignée. Zack avait déjà prévu de former un groupe avec le bassiste Robin Eaglestone (ex-Cradle of filth) et le claviériste Mark Royce d'Entwined, tous deux ayant immédiatement accepté l'idée que le chilien donnait de nouveau naissance à Criminal. Jimmy Ponce et Juan Francisco Cueto ne faisaient plus partie du groupe à cette période,.

### No Gods No MastersetWhite Hell(2004–2009)
No Gods No Masters est enregistré en Europe, le 23 février 2004, au Springvale Studios de Suffolk, au Royaume-Uni, et s'inspire du mouvement anarchiste. « Le groupe admet des influences de styles variés, du grindcore au rock mélodique, mais les a intériorisées pour créer un son absolument authentique,. » Pour les tournées qui suivent, le bassiste original et fondateur Juan Francisco Cueto rejoint le groupe. Ils jouent une mini-tournée au Chili.
Criminal joue avec Megadeth pendant sa tournée chilienne en 2008, devant plus de 15 000 personnes,. Au début de 2009, le groupe effectue la tournée White Hell Tour en soutien à son dernier album, White Hell. La tournée fait participer des groupes comme Jesus Martyr, Nuclear, Battlerage et Letargo.

### AkelarreetFear Itself(depuis 2010)
Le 26 janvier 2010, ils jouent devant plus de 55 000 spectateurs au club équestre de Santiago lors de l'ouverture du groupe de thrash metal Metallica qui participait à la tournée World Magnetic Tour pour la promotion de l'album  Death Magnetic.
Malgré la stabilité du groupe vis-à-vis de ses membres, lors de la dernière tournée européenne, les fans remarquent l'absence d'un des membres phares du quatuor, Rodrigo Contreras. Il est remplacé par Olmo, membre du groupe basque Gamora

## Membres

### Membres actuels
- Anton Reisenegger - chant, guitare électrique
- Sergio Klein - guitare
- Zac O´Neil - batterie
- Dan Biggin - basse

### Anciens membres
- Rodrigo Contreras - guitare
- Juan Francisco « Cato » Cueto - basse
- J.J Vallejo - batterie
- Jimmy Ponce - batterie
- Robin Eaglestone - basse
- Staff Glover - basse
- Aldo Celle - basse
- Olmo Cascallar

## Discographie

### Albums studio
- 1994 : Victimized
- 1997 : Dead Soul
- 2000 : Cancer
- 2004 : No Gods No Masters
- 2005 : Sicario
- 2009 : White Hell
- 2011 : Akelarre
- 2016 : Fear Itself

### Démos
- 1992 : Demo
- 1992 : Forked Demo

### EP
- 1996 : Live Disorder

### Albums live
- 1998 : Slave Masters